# Christiane Nord
Christiane Prahst (Eberswalde, Alemania, 13 de septiembre de 1943), conocida como Christiane Nord, es una catedrática emérita de traductología. Su trabajo y docencia se centran en la traductología, así como en la didáctica de la traducción.

## Biografía
Desarrolló su interés hacia las lenguas desde temprana edad, pues creció en un hogar políglota. Su madre fue traductora de italiano e inglés, egresada de la Universidad de Heidelberg durante la Segunda Guerra Mundial.
Tras haber concluido la carrera de Traducción a los 24 años, formó su familia junto con el teólogo Klaus Berger, quien murió en junio de 2020. Tuvieron dos hijos.

## Trayectoria académica y profesional
En 1963, Nord se graduó del bachillerato en Neusprachliches Gymnasium, Delmenhorst. En 1967, obtuvo su título como licenciada en Traducción (español-inglés) en el Instituto de Traducción e Interpretación de la Universidad de Heidelberg.
Al inicio, no estaba interesada en centrarse en la investigación, lo cual molestó a su maestra Katharina Reiss. Fue hasta que realizó su doctorado que se adentró en la investigación,la cual se enfoca principalmente en la formación de traductores.
En 1983, obtuvo su doctorado con mención honorífica magna cum laude en Estudios Románicos (Lengua y Literatura Española) y Traductología en la Facultad de Lenguas Modernas en la Universidad de Heidelberg con una tesis sobre los neologismos del español contemporáneo.
En 1992, Nord obtuvo la habilitación en Traductología Aplicada y Didáctica de la Traducción en la Facultad de Humanidades de la Universidad de Viena, con una tesis sobre la traducción de títulos y encabezados.
De 1967 hasta 1996, fue lectora académica (profesora que enseña en su lengua materna en universidades o instituciones extranjeras) en el departamento de español en el Instituto de Traducción e Interpretación de la Universidad de Heidelberg.
Después, de 1991 a 1992, tuvo una cátedra como profesora invitada en el Instituto de Formación de Traductores e Intérpretes de la Universidad de Viena, dentro del área de estudios generales de traducción, así como en estudios de traducción al español, para lo cual se le otorgó una licencia laboral para su labor docente en la Universidad de Heidelberg. De 1994 a 1996, se le otorgó otra licencia para una sustitución de cátedra en la Universidad de Hildesheim.
En 1996 y 1997, tuvo una cátedra como profesora invitada en el Instituto de Formación de Traductores e Intérpretes de la Universidad de Innsbruck.
De 1996 a 2005, fue profesora de Lingüística Aplicada y Traducción Especializada en español en el Departamento de Comunicación y Medios de Comunicación de la Universidad de Ciencias Aplicadas de Magdeburgo-Stendal y también dio clases de español. Así mismo, de 1998 al 2000, fue vicerrectora de Investigación y Docencia.Dentro de un programa de licenciatura de esta universidad, participó en la institucionalización de nuevas modalidades de interpretación en Europa, como la interpretación social, la interpretación médico-sanitaria y la interpretación en los tribunales. Además, se encargó de administrar los fondos proporcionados por el Servicio Alemán de Intercambio Académico (DAAD) y de toda la labor de gestión.
Durante este periodo, Nord también participó en numerosas cátedras breves del Servicio Alemán de Intercambio Académico (DAAD) en Asia (India, Indonesia, Jordania, Tailandia, etc.), América Latina (Argentina, Brasil, Chile, etc.), Sudáfrica y Rusia.
En el semestre de invierno de 2001, Nord asumió un puesto de profesora en la Universidad de Saarland, en Saarbrücken, antes de retirarse del servicio universitario activo en 2005.
En 2005, tuvo el proyecto de traducir el Nuevo Testamento junto a su marido, Klaus Berger. A pesar de que ella no tenía conocimiento de varias lenguas, su esposo interpretaba el texto original y ella se encargaba de darle una forma comprensible en alemán. Con respecto a este proyecto, ella declaró que:

«No es una traducción palabra por palabra, ni literal ni filológica. Es un proceso que documenta la alteridad del mundo que los textos presentan, trata de construir un puente para que el lector de hoy entienda ese otro mundo. Pero no por medio de notas al pie, ni glosarios ni metatextos, sino que el objetivo es facilitar una lectura fluida».

Desde 2007, ha tenido cátedras como profesora invitada en varias universidades, incluyendo la Universidad de Nankai en República Popular China, y la Nida School of Translation Studies en Italia.
También, desde 2008, Nord ha sido profesora honoraria en la Facultad de Filología y Traducción de la Universidad de Vigo, en España.
En junio de 2018, recibió el grado de doctor honoris causa por la Universidad Autónoma de Baja California (UABC) en reconocimiento a sus aportaciones al desarrollo de la traductología, su producción académica a nivel mundial y contribución a la formación académica de estudiantes y docentes.

Durante la pandemia de COVID-19, se dedicó a dar conferencias en línea donde abogaba por la labor del traductor frente al uso creciente de los traductores automáticos.
[…] la máquina no entiende el texto, solo lo procesa. Los sistemas informáticos como las memorias de traducción traducen segmentos, pero un texto funciona globalmente, no consiste solo en una serie de segmentos.
De igual manera, ha defendido que el traductor no solo traduce un texto, sino que este es un mediador entre culturas.

## Discurso teórico sobre traducción
Sus áreas de investigación principales son la traductología, la enseñanza de la traducción y el funcionalismo traductológico. Con respecto al funcionalismo, ella misma ha dicho que:
[…] el modelo funcionalista de ver la traducción nos hace adaptarnos a los diferentes contextos, es una manera de enfocar la traducción como actividad, dirigida a un público determinado y a una finalidad determinada.
Nord ha criticado la falta de reconocimiento de los Estudios de Traducción en Alemania, donde, de acuerdo con la traductóloga, la disciplina se ha visto relegada a un segundo plano dentro de la filosofía y la lingüística. Nord ha considerado que el futuro de la disciplina radica en el desarrollo de una base empírica sólida que permita validar o refutar las teorías existentes.
Se identifica como una aplicadora de la teoría funcionalista, adaptándola a la formación de traductores y a la práctica profesional. Destaca que aunque la funcionalidad es el criterio más importante para una traducción, esto no le da libertad absoluta al traductor, sino que debe haber una relación entre el texto fuente (el texto a traducir) y el texto meta (la traducción). La naturaleza de esta relación está determinada por el principio de escopo. Este principio de «funcionalidad más lealtad» constituye la base del modelo de Nord. Su concepto de “lealtad” es un elemento central en su enfoque, ya que considera que los traductores deben ser conscientes de las expectativas de los receptores y del contexto cultural en el que se produce la traducción.
Entre los modelos más conocidos de Nord se encuentra el manual de análisis textual para la traducción, Text Analysis in Translation (Nord, 1988), mediante el cual difunde conceptos funcionalistas como los de encargo de traducción y escopo en la práctica pedagógica de universidades de todo el mundo.

### Manual de análisis textual para la traducción
Nord define dos tipos de procesos y productos de traducción: La traducción-documento y la traducción-instrumento. La primera es un  texto meta que pretende informar sobre el texto fuente o sobre algunos aspectos determinados de ese. Esto permite acercar al lector al texto y contextos originales. Por otra parte, una traducción-instrumento es un texto meta que produce una nueva interacción comunicativa entre un emisor de la cultura de partida y un público de la cultura de destino, bajo las condiciones de esta última y solo tomando como base la información o cierta información del texto a traducir. Nord se basó en las ideas de Katharina Reiss, Hans Vermeer y Justa Holz-Mänttäri, con la diferencia de que este modelo se enfoca más en las características del texto fuente.
Posteriormente, Nord propuso una versión más flexible del modelo en Translating as a Purposeful Activity (2018), compuesto por tres enfoques principales:
- La importancia del encargo de traducción: El encargo de traducción tiene que especificar la intencionalidad del texto, hacia qué tipo de audiencia está dirigida, el tiempo y lugar que se leerá la traducción, el medio (escrito o hablado, en físico o digital) y el propósito de la traducción.
- El rol del análisis del texto fuente: Se debe analizar el texto para identificar ciertos factores como el tema, el significado, el contexto (qué tanto sabe el lector), los elementos no verbales (imágenes, tablas, etc.), el léxico, la estructura gramatical (presencia de figuras retóricas u otras construcciones gramaticales) y otras características suprasegmentales como la entonación, el ritmo o la puntuación estilística.
- La jerarquía funcional de los problemas de traducción: Nord propone una jerarquía pragmática de la siguiente forma:
  - Comparar las funciones de intención del texto fuente y texto meta para decidir el tipo funcional de traducción que se hará (documental o instrumental).
  - Analizar el encargo permite decidir los elementos funcionales que deben ser reproducidos o adaptados en el texto meta.
  - Elegir un tipo de traducción permite decidir el estilo de traducción (prioridad a la cultura meta o a la cultura fuente).
  - Los problemas de traducción a nivel lingüístico se pueden contrarrestar con el análisis del texto fuente.

## Publicaciones

### En otros idiomas
- You can say you to me!" Organizing relationships in literary translation. En: Beverly Adab, Peter A. Schmitt, Gregory Shreve (Hrsg.): Discourses of Translation. Festschrift in Honour of Christina Schäffner (= Leipziger Studien zur angewandten Linguistik und Translatologie 12). Peter Lang, Frankfurt/M. 2012, S. 147–160.
- Making the text and its readers meet: Where translation theory provides help in the translation of sacred texts. En: Almutarjim Translation Research Group (ed): Sacred Text Translation. Proceedings of the First International Conference March 2007, Marrakech 2009: University Cadi Ayyad, S. 151–164

### En español
- Traduciendo el vino: problemas y dificultades. En: Gloria Bazzocchi, Pilar Capanaga, Sara Piccioni (eds): Turismo ed enogastronomía tra Italia e Spagna. Linguaggi e territori da esplorare. Milano 2011: FrancoAngeli.
- La traducción literaria entre intuición e investigación. (1993)
- El funcionalismo en la enseñanza de la traducción. (2009)
- Traducir funciones. (2019) (traducido por María Isabel Diéguez Morales y Christiane Nord)